# UFC Fight Night: MacDonald vs. Thompson
UFC Fight Night: MacDonald vs. Thompson (também conhecido como UFC Fight Night: 89)  foi um evento de artes marciais mistas promovido pelo Ultimate Fighting Championship, ocorrido em 18 de junho de 2016 na TD Place Arena, em Ottawa, no Canadá.

## Background
Foi a primeira vez que Ottawa recebeu um card do UFC.
A luta principal foi entre Rory MacDonald contra Stephen Thompson. Teoricamente o combate definiria o próximo desafiante ao Cinturão Meio-Médio do UFC, mas Tyron Woodley acabou lutando pelo título ao invés do vencedor da luta principal deste evento.
Este evento marcou a luta inaugural da promoção na divisão de peso mosca feminino, já que a ex-desafiante Cinturão Peso Palha Feminino do UFC Valérie Létourneau enfrentou Joanne Calderwood. Apesar disso, uma introdução formal da divisão não foi feita, uma vez que os funcionários da promoção ainda estão determinando se deve ou não adicionar a divisão permanentemente.
Norifumi Yamamoto estava agendado para enfrentar Chris Beal no evento. No entanto, Yamamoto foi puxado da luta em 26 de maio devido a uma lesão não revelada e foi substituído pelo ex-campeão Campeão Peso Pena do Bellator e pela única rival do Cinturão Peso Galo do UFC, Joe Soto.
Alex Garcia estava agendado para enfrentar Colby Covington, mas puxou para fora em 9 de junho devido a motivos não revelados e foi substituído pelo recém-chegado promoção Jonathan Meunier.
Randa Markos perdeu peso em sua primeira tentativa de pesagem, entrando em 117,5 lbs. Ela recebeu tempo adicional para fazer o limite de peso, mas não fez tentativas para cortar ainda mais. Em vez disso, ela foi multada com 20% de sua bolsa de luta, que foi para Jocelyn Jones-Lybarger.

## Bônus da Noite
- Luta da Noite:  Steve Bossé vs.  Sean O'Connell
- Performance da Noite:  Donald Cerrone e  Krzysztof Jotko